# Yuhe (socken i Kina, Sichuan)
Yuhe (kinesiska: 玉和苗族乡, 苗族) är en socken i Kina. Den ligger i provinsen Sichuan, i den sydvästra delen av landet, omkring 280 kilometer söder om provinshuvudstaden Chengdu. Antalet invånare är 4 846. Befolkningen består av 2 270 kvinnor och 2 576 män. Barn under 15 år utgör 23,0 %, vuxna 15-64 år 65 %, och äldre över 65 år 10,0 %.
Genomsnittlig årsnederbörd är 1 362 millimeter. Den regnigaste månaden är augusti, med i genomsnitt 270 mm nederbörd, och den torraste är december, med 21 mm nederbörd.